# Mantoúdi-Límni-Agía Ánna
Mantoúdi-Límni-Agía Ánna (en grec : Μαντούδι-Λίμνη-Αγία Άννα) est un dème situé dans la périphérie de Grèce-Centrale en Grèce. Le dème actuel est issu de la fusion en 2011 entre les dèmes d'Elýmnii, de Kiréas et de Niléas.